# Mayhill (Új-Mexikó)
Mayhill statisztikai település az új-mexikói Otero megyében, az Egyesült Államokban. A Lincoln Nemzeti Erdő veszi körbe, a Sacramento-hegység keleti emelkedőjén, a James Canyon és a Rio Penasco találkozásánál, 27 kilométerre Cloudcrofttól. Tengerszint feletti magassága 2005 méter.

## Népesség
| 2010 | 75 |
| 2020 | 96 |

### Demográfia
A 2020-as népszámlálás idején Mayhill lakossága 96 fő volt. A 96 főből senkinek nincs egyetemi végzettsége, de a 88,9%-a munkában volt a népszámlálás időpontjában. A területen 17 család élt, 68 lakossági épület van a településen.